# 조선불교근로보국대
조선불교근로보국대(朝鮮佛敎勤勞報國隊)는 일제강점기 말기에 결성된 불교 조직이다.

## 설립 목적
태평양 전쟁이 막바지에 이르면서 일본 제국은 총동원 체제를 선포하고 종교 단체도 이에 협력하도록 했다. 이에 불교 중앙 종단인 조선불교조계종총본사태고사종무원이 1944년 4월에 종무부장 이종욱 명의로 공문을 발송해 전국적 조직인 조선불교근로보국대를 설치했다.
단체의 목적은 조선 불교도에게 내선일체와 황국신민화 의식을 심고, 임전 체제가 요구하는 생산력 확충에 전국의 승려와 불교도가 함께 나서도록 하는 것이었다. 근로보국대에는 조선의 전 사찰에서 징발한 2,939명이 편성되었고, 대장은 각 본산 주지가 맡도록 했다. 각 근로보국대는 다시 50명 이하의 분대로 나뉘어 분대장으로 임명된 말사 주지가 통솔하는 방식으로 조직되었다.

## 활동
근로보국대의 근로 작업은 주로 징병과 징용으로 일손이 모자라는 조선 각지의 농찬에서 농사일을 도와 생산량을 확보하는 것이었다. 근로에 필요한 여비와 숙박료, 식비 등은 본사에서 지급했다.
근로보국대원이 가장 많이 참가한 사찰은 경상남도의 통도사로 489명이었고, 그 외에 해인사와 봉은사, 유점사가 200명 이상의 인원을 동원했다. 마곡사, 백양사, 위봉사, 범어사에서도 각각 100명이 넘는 인원이 대원으로 참여했다.

## 참고 자료
- 친일인명사전편찬위원회 (2004년 12월 27일). 《일제협력단체사전 - 국내 중앙편》. 서울: 민족문제연구소. 655~657쪽쪽. ISBN 8995330724.